# Stanley Goagoseb
Stanley Goagoseb (ur. 7 marca 1967 w Windhuku) – były namibijski piłkarz grający podczas kariery na pozycji obrońcy.
Przez całą swoją karierę był zawodnikiem Civics FC.
W latach 1992-1999 występował w reprezentacji Namibii. W 1998 roku z tą reprezentacją wystąpił na Pucharze Narodów Afryki. Rozegrał w niej 38 meczów i strzelił 1 gola.